# Herbert Pilz (Grafiker)
Herbert Pilz (* 1919 in Niederhaßlau) ist ein deutscher Zeichner und Grafiker.

## Leben und Werk
Herbert Pilz’ Vater war Bergarbeiter im Zwickauer Steinkohle-Revier. Pilz absolvierte eine Lehre als Plakatmaler und Dekorateur und arbeitete dann in seinem Beruf. Daneben bildete er sich von 1933 bis 1939 in Abendkursen an der Zwickauer Kunstgewerblichen Fachschule im Zeichnen und Malen weiter. Er wurde zur Wehrmacht eingezogen, aus der er 1943 aus nicht bekannten Gründen ausschied. Danach arbeitete er als lithografischer Zeichner.
Von 1947 bis 1949 besuchte er als einer der ersten Schüler bei Walter Arnold die spätere Arbeiter- und Bauernfakultät an der Hochschule für Grafik und Buchkunst Leipzig. Danach arbeitete er in Zwickau als freischaffender Grafiker. Er wurde Werbeleiter und ab Anfang der 1950er Jahre Leiter der Abteilung Kultur beim Rat der Stadt Zwickau.
Daneben betätigte er sich als Maler, Zeichner und Grafiker und war Dozent für Gesellschaftswissenschaften an der Mal- und Zeichenschule Zwickau. 1962 erhielt er den Max-Pechstein-Preis.

## Werke (Auswahl)
- Straße in Schedewitz (1949, Radierung, 16 × 21,5 cm)[1]
- Alter Mann mit Hut (1952, Zeichnung)[2][3]
- Kundgebung[4][3]
- Im Winter (1952)[5][3]

## Ausstellungen (mutmaßlich unvollständig)
- 1954: Zwickau, Städtisches Museum („Künstler aus Zwickau“)[6]